# 周文熯
周文熯（1484年—？），字宗陽，浙江紹興府山陰縣人，民籍，明朝政治人物。

## 生平
正德十四年（1519年）己卯科浙江鄉試第三名舉人。正德十五年（1520年）會試聯捷第二百十七名，正德十六年（1521年）世宗即位，方舉行殿試，稱辛巳科，周文熯登第三甲第四十九名進士。历官广东德庆州知州、刑部员外郎、郎中。

## 家族
曾祖周端，曾任旌表義民；祖父周海；父周楫，母潘氏。具慶下。弟周文燭（舉人）。